# Executierecht
Het executierecht is het recht dat de executie (het uitvoeren) van een vonnis of een bepaald recht regelt. Het executierecht maakt deel uit van het beslagrecht. De executie bestaat in de regel uit het bevel om aan een executoriale titel, vaak een vonnis, te voldoen en vervolgens uit een beslag op en een gedwongen verkoop van een goed, gevolgd door een verdeling van de opbrengst tussen schuldeisers.
Voor de betekenis uitvoering van een doodvonnis, zie terechtstelling

## Executie
De schuldeiser heeft voor de executie een executoriale titel nodig. Dit is meestal een vonnis van een rechter dat uitvoerbaar bij voorraad is, of waar geen beroep meer tegen mogelijk is. Wanneer de wederpartij niet aan het vonnis voldoet, kan de eiser dit vonnis ten uitvoer laten leggen. Een deurwaarder zal de executoriale titel aan de schuldenaar betekenen en hem bevel doen om aan de titel te voldoen. Wordt aan het bevel niet voldaan, dan wordt executoriaal beslag gelegd op goederen (dit kunnen zijn, roerende zaken, onroerende zaken, vorderingsrechten zoals salaris enz.) van de schuldenaar. Het beslag wordt, in geval van roerende en onroerende zaken, gevolgd door een openbare verkoop. De opbrengst komt als eerste ten goede aan de schuldeisers en, als er nog wat overblijft, aan de schuldenaar zelf.

## Parate executie
De pandhouder en hypotheekhouder hebben het recht van parate executie. Dit betekent dat zij geen executoriale titel nodig hebben om het onderpand - in het geval van een hypotheekhouder betreft dit een registergoed zoals een huis - te verkopen.

## Reële executie
Niet elke executie leidt tot een gedwongen verkoop waarbij de schuldeiser zijn vordering voldaan krijgt uit de verkoopopbrengst. Gedacht kan worden aan de situatie waarin een schuldeiser een overeenkomst heeft gesloten waarbij hij een goed geleverd dient te krijgen. Dan kan de rechter (in Nederland op grond van artikel 3:300 van het Burgerlijk Wetboek) bepalen dat het vonnis waar de schuldeiser om heeft gevraagd in de plaats treedt van de medewerking van de schuldenaar tot levering. Dat wordt reële executie genoemd.

## Executiegeschil
Als de schuldenaar het niet eens is met de executie van een executoriale titel zoals een vonnis, kan de rechtbank - dit zal, vanwege het spoedeisend belang veelal de voorzieningenrechter zijn - worden verzocht om te beoordelen of de tenuitvoerlegging gerechtvaardigd is. Dit betreft een executiegeschil.